# Le Luart
Le Luart är en kommun i departementet Sarthe i regionen Pays de la Loire i nordvästra Frankrike. Kommunen ligger i kantonen Tuffé som tillhör arrondissementet Mamers. År 2022 hade Le Luart 1 454 invånare.

## Befolkningsutveckling
Antalet invånare i kommunen Le Luart
| Referens: INSEE |